# روستای نظام‌آباد
روستای نظام‌آباد ، روستایی از توابع بخش روداب شهرستان نرماشیر و در استان کرمان ایران است.

## جمعیت
این روستا در دهستان روداب شرقی قرار دارد و براساس سرشماری مرکز آمار ایران در سال ۱۳۸۵، جمعیت آن زیر سه خانوار بوده‌است.